# 傑佛瑞·伯比奇
傑佛瑞·羅納德·伯比奇，FRS（英語：Geoffrey Ronald Burbidge，1925年9月24日—2010年1月26日），英國天文學家，最後工作地點是美國聖地牙哥加利福尼亞大學。妻子是天文學家瑪格麗特·伯比奇。

## 教育
傑佛瑞·羅納德·伯比奇一開始在布里斯托大學主修歷史，後將主修改為物理，之後在1951年於倫敦大學學院取得物理學博士。他在就讀博士班期間他遇到了他的妻子瑪格麗特·伯比奇（原姓 Peachey），兩人在1948年結婚。

## 工作經歷
瑪格麗特·伯比奇在加州理工學院獲得職位以前，伯比奇夫婦曾在哈佛大學、芝加哥大學和劍橋大學工作，後來傑佛瑞在威尔逊山天文台和帕洛馬山天文台工作。1962年時伯比奇夫婦獲得聖地牙哥加利福尼亞大學的教職。1978年到1984年之間傑佛瑞擔任基特峰国立天文台台長。

## B2FH理論
1957年伯比奇夫婦和美國物理學家威廉·福勒以及英國天文學家弗雷德·霍伊尔提出了關於恆星核合成的一篇著名論文，也就是以四人姓氏第一個字母命名的 B2FH理論。該論文描述了恆星如何將較輕元素經由核融合組成較重元素，然後這些重元素被釋放到恆星之外形成宇宙中包含行星在內的其他結構。

## 替代宇宙學
伯比奇晚年為人所知的則是他的替代宇宙學：和大爆炸理論相牴觸的「穩恆態宇宙學」。根據伯比奇的理論，宇宙是處於振盪狀態，且會在無限時間中膨脹和收縮。這個理論的爭議性讓伯比奇帶來了一定的知名度甚至罵名。

## 榮譽
獎項
- 1959年和妻子瑪格麗特·伯比奇一起獲得美國天文學會海伦·B·华纳天文学奖[3]
- 1999年布魯斯獎[4]
- 2005年英國皇家天文學會金質獎章
- 2007年美国国家科学院科學回顧獎[5][6]

命名事物
- 小行星11753

## 外部連結
- Bruce Medal page （页面存档备份，存于）
- Geoffrey Burbidge personal page （页面存档备份，存于）
- Editor of the Annual Review of Astronomy and Astrophysics from 1974 to 2004
- Oral History interview transcript with Geoffrey Burbidge 15 November 1974, American Institute of Physics, Niels Bohr Library and Archives （页面存档备份，存于）
- Los Angeles Times obituary
- Geoffrey Burbidge - Daily Telegraph obituary